# نکت ایگون
نکت ایگون (انگلیسی: Necat Aygün؛ زادهٔ ۲۶ فوریهٔ ۱۹۸۰) بازیکن فوتبال اهل ترکیه است.
از باشگاه‌هایی که در آن بازی کرده‌است می‌توان به باشگاه فوتبال بشیکتاش، باشگاه فوتبال مونیخ ۱۸۶۰، باشگاه فوتبال دویسبورگ، باشگاه فوتبال اینگولشتات ۰۴، و باشگاه فوتبال اس‌وی زاندهاوزن اشاره کرد.